# ゴッドワールドエンターテインメント
株式会社ゴッドワールドエンターテインメント（GOD WORLD ENTERTAINMENT）は、日本の東京都新宿区にある芸能事務所。

## 概要
「ゴッドプロデューサー」を自称するGOD（旧芸名：KAZUKI）こと岡村博行が運営する芸能事務所。代表の岡村自身もタレントとしてラジオ番組出演や歌手活動などを行っている。

## 所属
- GOD
- SIZUKU（シータ波シンガー）